# Epica
Epica er et hollandsk symfonisk metal-band, som blev dannet af vokalist Mark Jansen, efter han forlod After Forever.
Oprindeligt blev det dannet som et symfonisk metalband med gotisk indflydelse, men Epica indkorporerede senere stærke dødsmetal-elementer i deres lyd. Fra deres tredje album og fremeter blev progresivt metal også mere fremtrædende. Derudover indkorporerer bandet ofte thrash metal og groove metal riffs, black metal-elementer (særligt i trommeteknikker), power metal-sektioner og indflydelse fra arabisk musik. Nogle sange indkorporerer også elektronsik musik, djent-overgange og folk metal-melodier inspireret af mellemøstlige, kinesiske og keltriske traditioner.
Epica er også kendt for deres vokalmelodier der står i kontrast til den tunge instrumentering. Bandets lyd indeholder en fremtrædende sopran-vokal af Simone Simons og growling af Mark Jansen. De skriver hovedsageligt selv deres tekster, som omhandler filosofiske, psykologiske, spirituelle, moralske, videnskabelige, miljømæssige, sociopolitiske, globale og personlige temaer. Epica er også anerkendt for deres omfattende brug af orkesterarrangementer og operakor.
I 2003 udgav Epica deres debutalbum, The Phantom Agony, via Transmission Records. Consign to Oblivion fulgte efter i 2005, der debuterede som nr. 12 på Dutch charts. After Transmission gik konkrus skrev de kontrakt med Nuclear Blast og udgav deres tredje studiealbum, The Divine Conspiracy, i 2007, der nåede nr. 9 på den hollandske hitliste. Design Your Universe (2009) bragte yderligere succes med sig og debuterede som nr. 8 på Dutch Albums Chart og kom på hitlisterne i hele Europa og modtog gode anmeldelser. Epicas femte studiealbum, Requiem for the Indifferent, blev udgivet i 2012. Det blev godt mdotaget af kritikerne og fik internation succes, hvor det bl.a. nåede ind som nr. 104 på Billboard 200 og nr. 172 på den japanske Oricon Albums Chart.
I maj 2014 udkom deres sjette album, The Quantum Enigma, der blev en stor succes. Det debuterede som nr. 110 på Billboard 200 og toppede som nr. 4 i Holland. I juni 2015 modtog Epica Music Export Award, der gives til hollandske kunstere med international succes i det forgangne år. Their seventh album, The Holographic Principle, was released in September 2016 to continued international success, matching the peak chart position set by its predecessor in the Netherlands. Bandet udgav deres ottende studiealbum, Omega, i februar 2021. I april 2015 udkom deres niende album Aspiral.

## Medlemmer

### Nuværende medlemmer
- Simone Simons – mezzosopran vokal
- Mark Jansen – Guitar, growl, skrig
- Ad Sluijter – Guitar
- Yves Huts – Bas
- Coen Janssen – Synthesizer, klaver
- Ariën Van Weesenbeek – Trommmer

### Tidligere medlemmer
- Jeroen Simons – Trommer
- Helena Michaelsen – Vokal

### Midlertidige medlemmer
- Ariën Van Weesenbeek – Trommer (The Divine Conspiracy og live med Epica i 2007, på bestemte datoer). Sluttede sig til bandet som et fuldtidsmedlem i 2007.[20]
- Koen Herfst – Trommer (Live med Epica i 2007)
- Amanda Somerville – Vokal (Live med Epica på deres turné i USA i 2008)[21]

## Diskografi

### Demoer
- 2003: Cry for the Moon

### Studiealbum
- The Phantom Agony (2003)
- Consign to Oblivion (2005)
- The Divine Conspiracy (2007)
- Design Your Universe (2009)
- Requiem for the Indifferent (2012)
- The Quantum Enigma (2014)
- The Holographic Principle (2016)
- Omega (2021)
- Aspiral (2025)

### Ep'er og singler
- 2003: "The Phantom Agony"
- 2004: "Feint"
- 2004: "Cry for the Moon"
- 2005: "Solitary Ground"
- 2005: "Quietus (Silent Reverie)"
- 2007: "Never Enough"
- 2008: "Chasing the Dragon"

### Opsamlingsalbum
- 2006: The Road to Paradiso

### Dvd'er
- 2004: We Will Take You with Us

### Musikvideoer
- 2003: "The Phantom Agony"
- 2004: "Feint"
- 2005: "Solitary Ground"
- 2005: "Quietus"
- 2007: "Never Enough"

## Fodnoter
1. 1 2  Della Cioppa, Gianni (2010). Heavy metal: i contemporanei.
2. ↑  "Crítica del CD de EPICA - The Quantum Enigma". Rafabasa.com. 22. april 2014.
3. ↑  "Epica - The Quantum Enigma - Chronique - La Grosse Radio Metal - Ecouter du Metal - Webzine Metal". Lagrosseradio.com. 28. april 2014. Hentet 2020-03-21.
4. ↑  "Epica The Divine Conspiracy Review and Interview at Musical Discoveries". Musicaldiscoveries.com. Hentet 2023-01-14.
5. ↑  "Epica – The Quantum Enigma | Ashladan". Arkiveret fra originalen 2014-04-29. Hentet 2014-04-29.
6. ↑  "Epica - The Quantum Enigma | ThisIsNotAScene". Arkiveret fra originalen 2014-04-07. Hentet 2023-01-14.
7. ↑  "Recensione di "Requiem for the Indifferent" su Metal Underground".
8. ↑  MetalItalia.com, red. (28. juli 2016). "Epica: il nuovo album "The Holographic Principle" traccia per traccia e intervista a Simone Simons!".
9. ↑  BMS Soc. coop., red. (8. juli 2016). "Epica: The Holographic Principle (listening session)". MyRock: 5.
10. ↑  "Epica – The Holographic". 10. august 2016. Arkiveret fra originalen 2017-10-09. Hentet 2017-05-30.
11. ↑  TrueMetal.it, red. (27. maj 2014). "Epica (Mark Jansen & Simone Simons)".
12. ↑  "Epica – Zuviel gibt es für Epica nicht: Die Listening-Session zu "The Holographic Principle"". Metal.de. 7. august 2016.
13. ↑  Spark TV: Epica – interview with Mark Jansen about upcoming new album "The Holographic Principle" på YouTube
14. ↑  "Requiem for the Indifferent – Chart positions / News / Epica". Epica.nl. 2012-03-21. Arkiveret fra originalen 2013-12-03. Hentet 2013-11-28.
15. ↑  "Epica – 'The Quantum Enigma' – Cover Art, Release Date + Tracklisting Revealed – Epica Official Website". Epica.nl.
16. ↑  "Epica". Billboard.com.
17. ↑  Hung, Steffen. "Epica – The Phantom Agony". Dutchcharts.nl.
18. ↑  "Epica Receives Dutch Music Export Award! – Epica Official Website". Epica.nl.
19. ↑  "Epica on Twitter". Twitter.com. Hentet 2016-06-03.
20. ↑  Revealed on the official band page on 2007-12-03
21. ↑  "Epica Online". Arkiveret fra originalen 13. september 2008. Hentet 11. august 2008.